# Loossemble
Loossemble (koreanisch 루셈블) ist eine südkoreanische Girlgroup der fünften K-Pop-Generation, die 2023 von CTDENM gegründet wurde. Loossemble besteht aus fünf Mitgliedern: HyunJin, YeoJin, ViVi, Go Won und HyeJu. Die Girlgroup debütierte am 15. September 2023 mit dem Mini-Album Sensitive. Der offizielle Fanclub-Name lautet C.Loo.

## Geschichte

### Aktivitäten vor dem Debüt
Vor Loossemble waren HyunJin, YeoJin, ViVi, Go Won und HyeJu seit der Gründung im Jahr 2016 Mitglieder der Girlgroup LOONA. Infolge von Rechtsstreitigkeiten mit der LOONA-Agentur Blockberry Creative wurde am 3. Februar 2023 berichtet, dass HyunJin und ViVi einen Antrag auf Aussetzung ihrer Verträge stellen würden. Am 9. Mai 2023 wurde berichtet, dass den Mitgliedern HyunJin und ViVi ihre Anträge auf Vertragsaussetzung zugesprochen worden seien. Nachdem sie ihre Klage gegen Blockberry Creative gewonnen hatten, gaben die verbleibenden Mitglieder YeoJin, HyeJu (unter ihrem damaligen Künstlernamen Olivia Hye) und Go Won am 16. Juni 2023 bekannt, dass sie ihre Verträge mit dem Unternehmen gekündigt hätten. Am 11. Mai 2023 unterschrieben HyunJin und ViVi bei CTDENM. Am 5. Juli 2023 wurde mitgeteilt, dass YeoJin, Go Won und HyeJu Exklusivverträge mit CTDENM unterzeichnet hätten.

### 2023: Debüt mitSensitiveund Loona Assemble the U.S. Debut Ceremony
Der Gruppenname Loossemble ist ein Kofferwort aus LOONA und Assemble und ist von der Agentur als „fünf [Loona]-Mitglieder, die zu einem zusammenkommen“ definiert. Nach Beschreibung seitens der Gruppe bedeutet Loossemble auch der Name eines Raumschiffs, das sie besteigen, um „nach ihren Freunden zu suchen“.
Am 31. Juli 2023 gab CTDENM bekannt, dass die Girlgroup als Loossemble debütieren und ein Album veröffentlichen würde. Am 3. August wurde bekannt gegeben, dass die Gruppe im September ihre erste USA-Tournee unternehmen würde. Am 23. August wurde bekannt gegeben, dass Loossemble im September debütieren würde. Am 15. September debütierten HyunJin, YeoJin, ViVi, Go Won und HyeJu als Loossemble mit Sensitive. Das Musikvideo Sensitive erschien zeitgleich auf YouTube.
Mit dem Debüt am 15. September begann auch ihre Tour „Loona Assemble the U.S. Debut Ceremony“ im Theater des Madison Square Garden in New York, ging weiter am 18. September in der Santander Arena in Reading, am 20. September im Theater des MGM National Harbour in Washington, am 22. September in der Gas South Arena in Atlanta, am 24. September im Chicago Theatre in Chicago, am 26. September im Smart Financial Centre in Houston, am 29. September im Will Rogers Auditorium in Fort Worth, am 2. Oktober im Bellco Theatre in Denver, am 5. Oktober im Paramount Theatre in Oakland und endete am 7. Oktober im Kia Forum in Inglewood.

### 2024:One of a Kind,TTYLund Loossemble 2024 Concert IN U.S. Up_Link Station
Am 18. März 2024 gab CTDENM bekannt, dass Loossemble am 16. April ihr zweites Mini-Album One of a Kind veröffentlichen würde. Der Veröffentlichungstermin wurde später auf den 15. April vorverlegt. Der Titelsong Girl‘s Night erschien zeitgleich als Musikvideo. Am 18. Juli wurde bekannt gegeben, dass die Gruppe ab dem 6. Oktober ihre nächste US-Tournee durch neun Städte starten würde. Am 12. August teilte CTDENM mit, dass Loossemble im September ein weiteres Mini-Album veröffentlichen würde.
Das dritte Mini-Album TTYL mit dem gleichnamigen Titelsong und dem zugehörigen Musikvideo erschien am 2. September.
Die im Juli angekündigte zweite USA-Tour „Loossemble 2024 Concert IN U.S. Up_Link Station“ startete am 6. Oktober in Orlando, führte am 9. Oktober nach New York, am 11. Oktober nach Boston, am 14. Oktober nach Pittsburgh, am 16. Oktober nach Madison, am 18. Oktober nach Minneapolis, am 21. Oktober nach Tacoma, am 23. Oktober nach San Francisco und endete am 25. Oktober in Los Angeles.
CTDENM gab am 29. November bekannt, dass der Exklusivvertrag von Loossemble mit der Agentur beendet sei.

### 2025: Inaktivität und Soloprojekte
Die Bemühungen der Mitglieder, eine für alle fünf Mitglieder geeignete Künstleragentur zu finden, blieben erfolglos. Loossemble ist daher seit dem 28. November 2024 inaktiv und die Mitglieder unternehmen seit diesem Zeitpunkt Soloprojekte. HyunJin veröffentlichte am 16. Dezember 2024 eine Solosingle, YeoJin folgte am 8. Juni 2025. HyunJin gründete als Rachel Kim am 10. Juni 2025 ihr eigenes Unterhaltungsunternehmen Triangle ENM, unter dem sie ihre Aktivitäten fortsetzen wird. Außerdem wird sie Schlagzeugerin eines Bandprojekts mit Jeewon (vormals Girlgroup Cignature) und anderen ehemaligen Girlgroup-Mitgliedern sein. Für dieses Bandprojekt sei auch ein Album geplant.

## Mitglieder
| Name         | Geburtsname          | Geburtstag (Alter)     | Geburtsort        | Position                 |
| ------------ | -------------------- | ---------------------- | ----------------- | ------------------------ |
| HyunJin 현진 | Kim Hyun-jin 김현진  | 15. November 2000 (24) | Seoul             | Team leader Vocal, Dance |
| YeoJin 여진  | Im Yeo-jin 임여진    | 11. November 2002 (22) | Daegu             | Vocal, Rap               |
| ViVi 비비    | Wong Kahei a 黃嘉熙  | 9. Dezember 1996 (28)  | Tuen Mun District | Vocal, Rap               |
| Go Won 고원  | Park Chae-won 박채원 | 19. November 2000 (24) | Incheon           | Vocal, Dance, Rap        |
| HyeJu 혜주   | Son Hye-ju 손혜주    | 13. November 2001 (23) | Seoul             | Vocal, Dance, Rap        |

## Fanclub
C.Loo (koreanisch 크루) ist der offizielle Name des Fanclubs von Loossemble. Der Name wird wie „Crew“ ausgesprochen, bezieht sich auf das Konzept eines Raumschiffs und bezeichnet die Fans als „Crew“ des Schiffs. Die offizielle Fanclub-Farbe ist  Braunorange.

## Diskografie

### EPs
| Jahr | Titel Musiklabel                   | Höchstplatzierung, Gesamtwochen, AuszeichnungChartsChartplatzierungen (Jahr, Titel, Musiklabel, Platzierungen, Wochen, Auszeichnungen, Anmerkungen) | Anmerkungen                              |
| Jahr | Titel Musiklabel                   | KR | Anmerkungen                              |
| ---- | ---------------------------------- | --- | ---------------------------------------- |
| 2023 | Loossemble CTDENM, Warner Music    | KR6 (8 Wo.)KR | Erstveröffentlichung: 15. September 2023 |
| 2024 | One of a Kind CTDENM, Warner Music | KR5 (5 Wo.)KR | Erstveröffentlichung: 15. April 2024     |
| 2024 | TTYL CTDENM, Warner Music          | KR15 (2 Wo.)KR | Erstveröffentlichung: 2. September 2024  |

### Singles
- 2023: Sensitive
- 2024: Girls Night
- 2024: TTYL

## Musikvideos
| Titel        | Veröffentlichung   |
| ------------ | ------------------ |
| Sensitive    | 15. September 2023 |
| Girl’s Night | 15. April 2024     |
| TTYL         | 2. September 2024  |
| Cotton Candy | 7. September 2024  |
| Confessions  | 14. September 2024 |

## Auszeichnungen

### Preisverleihungen
2023
- Asia Model Festival – Rookie Award (Singer)[26]